# Colibrí nimfa cuaforcat
El colibrí nimfa cuaforcat (Thalurania furcata) és una espècie d'ocell de la família dels troquílids (trochilidae) que habita la selva humida, clars, vegetació secundària i matoll obert de les terres baixes per sota dels 1200 m, per l'est dels Andes, des del sud-est de Colòmbia, centre i est de Veneçuela, Trinitat i Tobago i Guaiana, cap al sud, a través de l'est dEquador, est del Perú i Brasil amazònic i oriental fins al nord i l'est de Bolívia, Paraguai i nord-est de l'Argentina.